# Saori Arimačiová
Saori Arimačiová (japonsky 有町 紗央里, * 12. července 1988 Fukui) je japonská fotbalistka.

## Reprezentační kariéra
Za japonskou reprezentaci v letech 2013 až 2016 odehrála 6 reprezentačních utkání.

## Statistiky
| Japonsko | Japonsko | Japonsko |
| Roky     | Záp.     | Góly     |
| -------- | -------- | -------- |
| 2013     | 1        | 0        |
| 2014     | 0        | 0        |
| 2015     | 4        | 0        |
| 2016     | 1        | 0        |
| Celkem   | 6        | 0        |